# Mesochorus clinatus
Mesochorus clinatus är en stekelart som beskrevs av Dasch 1974. Mesochorus clinatus ingår i släktet Mesochorus och familjen brokparasitsteklar. Inga underarter finns listade i Catalogue of Life.